# Bella Freud
Bella Freud, née le 17 avril 1961 est une créatrice de mode installée à Londres et ayant un certain nombre de célébrités comme clients.

## Biographie
Bella Freud est née à Londres le 17 avril 1961. Elle est la fille de Bernardine Coverley et de l'artiste Lucian Freud, et l'arrière-petite-fille de l'inventeur de la psychanalyse, Sigmund Freud. Son père Lucian Freud (né le 8 décembre 1922) est mort le 20 juillet 2011 à l'âge de 88 ans et quatre jours plus tard, sa mère décède à son tour à l'âge de 68 ans.
Elle a une sœur, l'écrivaine Esther Freud, qui a écrit les mémoires de leur enfance hippie au Maroc, dans son roman Hideous Kinky adapté au cinéma dans le film Marrakech Express.
Bella Freud est mariée à James Fox, auteur du livre White Mischief, et ils ont un fils Jimmy né en 2001.

## Carrière
Après ses études à Rome, elle a commencé à travailler pour Vivienne Westwood dans les années 1980 avant de créer sa propre entreprise de stylisme en 1990. Elle a également passé une année en tant que créatrice invitée de Stirling Cooper et a entrepris des travaux de conseil pour la société de mode britannique Jaeger durant les années 1990. Elle a été responsable de la relance et de la modernisation de l'entreprise Biba (2004-2006).
Bella Freud a travaillé avec John Malkovich en 1999 pour produire trois courts métrages en quarante-huit heures afin de documenter sa collection de mode.
Dans une apparition sur le programme de nouvelles de la BBC, Newsnight, le 2 août 2006, elle a exprimé une dénonciation passionnée de « l'agression violente disproportionnée » d'Israël dans le Conflit Israël-Liban de 2006.
La même année, Bella Freud a contribué au magazine gratuit de The Sunday Telegraph, Stella, avec une tribune intitulée « Bella on Beauty ». Elle a participé à un tournage de mode, avec les plus proches amis et client(e)s de Vivienne Westwood, dans lequel Bella était vêtue d'un uniforme d'ouvrier, couleur or, complété par une pipe et un chapeau.
En 2007, Bella Freud a lancé sa propre collection de tricots. Pour illustrer son travail, elle a collaboré avec le modèle Elle Muliarchyk, une artiste appelée « Guerrilla Model » par The New York Times. Elle Muliarchyk a créé des films imaginaires en se photographiant revêtue des créations de Bella Freud, seulement pendant la nuit et souvent dans des endroits dangereux. Ces images, appelées Journey to the End of the Night, Voyage au bout de la nuit (du nom du roman de Céline), ont été exposées lors du Frieze Art Fair de Londres en 2007.
La collection 2010 de Bella Freud a été présentée dans The New York Times Exclusive Short "The Last Poet".
En 2017, elle lance sa nouvelle collection et son nouveau parfum Psychoanalysis.
En octobre 2024, elle lance le podcast Fashion Neurosis (Névrose de la mode), où elle invite des personnalités à venir s'étendre sur un divan comme pour une séance de psychanalyse, mais en allant vers l'intime à partir de questions sur les vêtements. Elle déclare à ce sujet : « Ce qui m’intéresse vraiment, c’est de savoir comment notre santé émotionnelle se reflète dans nos vêtements – il y a plus dans une robe qu’une simple robe. » Parmi les premiers invités figurent Kate Moss, Courteney Cox et Eric Cantona,,.